# Hólyagos fóka
A fókafélék családjába tartozó hólyagos fóka (Cystophora cristata) magyar és latin nevét (utóbbiban felismerhető a ciszta szó) egyaránt arról a furcsa hólyagról kapta, amit a hímek szoktak fújni az orrukból.

## Előfordulása
Az Atlanti-óceán északi részén él; szaporodási időszakban (tél végén és tavasszal) főleg három térségben: a Jan Mayen-sziget körül, Labrador és a Szent Lőrinc-öböl vidékén (ezt a vidéket nevezik Frontnak is), és Grönlandtól nyugatra, a Davis-szorosban. Nyáron a Grönland és Izland közötti Dánia-szorosban, valamint Grönland északkeleti partjainál gyűlnek össze vedleni; az év többi részében nagy területeket járnak be: gyakoriak Grönland és a Spitzbergák körül, de láttak már hólyagos fókát Portugáliában, Floridában és a Jenyiszej torkolatvidékén is. Arra is volt példa, hogy a Szent Lőrinc-folyón egészen Montreálig felúsztak; egy nőstény az Északnyugati-átjárón a Csendes-óceánba, egészen a kaliforniai San Diegóig eljutott.

## Megjelenése
Nagy termetű faj: a hímek 2,5–2,7 méter hosszúra és 200–400 kg-osra nőnek meg, a nőstények elérik a 2–2,2 métert és a 145–300 kilót. A borjak 1 m körüli hosszal, 20–30 kilósan születnek. A felnőtt állatok alapszíne ezüstös, szabálytalan alakú sötét foltokkal, fejük és uszonyaik feketék. A fiatal borjak háta kékesszürke, a hasuk fehéres.
Legsajátosabb testrészük a hím fókák orrüregéhez csatlakozó, fekete bőrzsák. Amikor a fóka ingerült, ezt futball-labda méretű hólyaggá fújja fel. Ha a potenciális ellenfelet ez sem riasztja el, akkor a fóka egy másik, vörös hólyagot fúj az orrnyálkahártyájából. A hólyagokat a víz alatt is fel tudják fújni, és azok alakját is képesek változtatni.

## Életmódja
A szaporodási időszak márciusban és április első felében van, de egy-egy területen csak két–három hétig tart. Az anyák a sodródó jégtáblákon hozzák világra kicsinyeiket. A hólyagos fóka mindössze 4 napig szoptatja a kölykét, a legrövidebb ideig minden emlős közül. Teje, ami 60% zsírt tartalmaz, annyira sűrű, hogy a borjú ez idő alatt megduplázza a súlyát. Ezalatt az anya minden veszélytől bátran védelmezi a kicsit.
Az ötödik napon a nőstény hajlandó a párosodásra. A hímek vetélkednek a párzás lehetőségéért, és ezalatt nemcsak léggömböket fújnak, de csúnyán meg is harapják egymást. Egy nőstényért tíz hím is verekedhet. A vízben párzanak. A hím szeriálisan monogám, ami azt jelenti, hogy nem próbál egyszerre több nőstényt megszerezni, mint a háremet tartó oroszlánfókák vagy elefántfókák, de ha sikerült egyet befedeznie, akkor otthagyja, és keres egy másikat, amelyik pár nappal később kerül fogamzóképes állapotba.
A nőstények 3-4 éves korukban válnak ivaréretté. A hímek 4-6 éves korukban szintén ivarérettek, de csak évekkel később erősödnek meg annyira, hogy sikerrel verekedhessenek a párzás jogáért. 35 évig élhetnek.
Ügyesen merül, akár ezer méterig is. Mintegy 50 percig képes a víz alatt maradni. Megeszi a halak közül a tőkehalat, az óriás laposhalat, a vörös márnát, továbbá a különféle polipokat, tintahalakat és rákokat is. A szaporodási időszakban sem a hímek, sem a nőstények nem táplálkoznak.

## Ellenségeik
Főleg kölyökkorukban megehetik őket a jegesmedvék és esetleg a kardszárnyú delfinek is.
Az eszkimók hagyományosan vadásszák őket, elsősorban Grönlandon (évente 4000–6000 fókát ejtenek el).
Ipari vadászatukat a 19. században kezdték el – főleg a kanadaiak, a norvégok és az oroszok (szovjetek). A kanadaiak 1901-ben ölték meg a legtöbb fókát: 62 ezret. A norvég és a szovjet vadászat egyaránt 1951-ben érte el csúcspontját 131 ezer, illetve 83 ezer elejtett állattal. A második világháború előtt főleg a felnőtt fókákat ölték meg bőrükért és zsírjukért. Később a vadászok érdeklődése az értékes prémű, „kékhátú” kölykök felé fordult, de mivel az anyák bátran védelmezték kölykeiket, továbbra is gyakran lelőtték őket is.
A hólyagos fókákat napjainkban is vadásszák. Kanadában 1987-ben tiltották be a kölyök hólyagos fókák kereskedelmi vadászatát, de a halászok „saját fogyasztásra” ezeket is lelőhetik. A felnőtt fókákat szervezetten vadásszák: évente mintegy 10 ezret ölnek meg a Fronton. A norvégok és az oroszok a Jan Mayen-sziget környékén vadásszák őket. Norvégiában a fókavadászat nem gazdaságos; a fókavadászokat az állami költségvetésből támogatják. Évente 10 ezer fóka kilövését engedélyezik, de a vadászok ennek csak töredékét ejtik el. Az oroszok mintegy kétezer-ötszázat ölnek meg évente.
Földünkön körülbelül 650 ezer hólyagos fóka él.